# Eefke Mulder
Eefke Marije Mulder (Nijmegen, 13 oktober 1977) is Nederlands voormalig hockeyinternational, die 115 officiële interlands (22 doelpunten) voor de Nederlandse vrouwenploeg speelde en onder andere wereldkampioen en olympisch kampioen werd.
Mulder, als spits spelend, begon haar hockeycarrière bij ZOW en speelde hierna voor NMHC Nijmegen, hoofdklasser Kampong uit Utrecht en sinds 2002 weer bij NMHC Nijmegen, na promotie in 2003, in de hoofdklasse. Ze maakte haar debuut voor Oranje op 2 juni 1997 tijdens de strijd om de Champions Trophy in Berlijn: Nederland-Australië (0-2). Mulder nam afscheid bij de Olympische Spelen van Athene (2004). In 2006 maakte ze op de Champions Trophy in Amstelveen haar rentree. In dat jaar maakte ze ook deel uit van de ploeg die wereldkampioen werd. Na de gouden medaille op de Olympische Zomerspelen 2008 beëindigde ze haar interlandloopbaan definitief. In 2009 stopte ze ook bij haar club Nijmegen en werd daar assistent-trainer. In de loop van het seizoen 2009/10 maakte ze toch haar comeback in het team maar stopte na dat seizoen definitief. In juni 2010 kreeg ze bij NMHC Nijmegen een afscheidswedstrijd waarin veel (oud)internationals meespeelden.
In 2008 won ze de "Gouden Stick", het spelersklassement van de hoofdklasse dat gekozen wordt door de coaches van de hoofdklassers.
Haar jongere zus Maud speelde eveneens voor NMHC Nijmegen dames 1 en werd bekend als zangeres, dankzij het televisieprogramma Idols. Beide zussen hebben hun middelbareschoolopleiding gevolgd aan het Stedelijk Gymnasium Nijmegen. Mulder heeft rechten gestudeerd en is in het dagelijks leven werkzaam als advocaat.

## Erelijst
- Champions Trophy 1997 te Berlijn (Dui)
- Champions Trophy 1999 te Brisbane (Aus)
- EK hockey 1999 te Keulen (Dui)
- Champions Trophy 2003 te Sydney (Aus)
- Olympische Spelen 2004 van Athene (Gri)
- Champions Trophy 2006 te Amstelveen
- WK hockey 2006 te Madrid (Spa)
- EK hockey 2007 te Manchester (GBr)
- Champions Trophy 2008 te Mönchengladbach (Dui)
- Olympische Spelen 2008 van Peking (Chn)

## Onderscheidingen
- 2008 – Gouden Stick

Minke Booij · 
Ageeth Boomgaardt · 
Chantal de Bruijn · 
Mijntje Donners · 
Miek van Geenhuizen · 
Sylvia Karres · 
Lieve van Kessel · 
Fatima Moreira de Melo · 
Eefke Mulder · 
Lisanne de Roever · 
Maartje Scheepstra · 
Janneke Schopman · 
Clarinda Sinnige · 
Minke Smabers · 
Jiske Snoeks · 
Macha van der Vaart ·
Coach: Marc Lammers
Marilyn Agliotti · 
Naomi van As · 
Minke Booij · 
Wieke Dijkstra · 
Miek van Geenhuizen · 
Maartje Goderie · 
Eva de Goede · 
Ellen Hoog · 
Fatima Moreira de Melo · 
Eefke Mulder · 
Maartje Paumen · 
Sophie Polkamp · 
Lisanne de Roever · 
Janneke Schopman · 
Minke Smabers · 
Lidewij Welten ·
Coach: Marc Lammers